# Toni Kanaet
Toni Kanaet (Split, 4 de setembro de 1995) é um taekwondista croata, medalhista olímpico.

## Carreira
Kanaet conquistou a medalha de bronze nos Jogos Olímpicos de Verão de 2020 em Tóquio, após confronto contra o croata Nikita Rafalovich na categoria até 80 kg. Ele também ganhou a medalha de ouro no Campeonato Europeu de Taekwondo de 2018 em sua categoria.